# Франо Ласић
Франо Ласић (Ријека, 12. новембар 1954) југословенски и хрватски је глумац и поп певач.

## Биографија
Рођен је у Ријеци, али од малих ногу живи у Дубровнику. Завршио је Машински факултет у Дубровнику, али се тиме никада није бавио. Још у средњој школи заинтересовао се за глуму и наступао је у дубровачком позоришту „Марин Држић”. Свој први филм Окупација у 26 слика Лордана Зафрановића снимио је 1978. Након тога, одлучио је да се посвети глуми. Године 1983, одлази у САД, где је провео седам година и завршио продукцију и глуму. Након тога, краће време је живео у Енглеској и у Бечу.
У браку је са уметницом Миленом Ласић са којом има сина. и са којом живи у Београду. Из прва два брака има троје деце, Јанка, Лину и Луку. Страствени је једриличар и са својом децом често једри. Воли и роњење и остале спортове.

## Каријера

#### Глумачки ангажмани
Играо је у преко 55 филмова са подручја бивше Југославије. Најзапаженију улогу остварио је у филму Киклоп редитеља Антуна Врдољака из 1982, који је рађен по истоименом роману књижевника Ранка Маринковића. У њему тумачи лик позоришног критичара Мелкиора Тресића, анксиозног интелектуалца који се потуца по загребачким улицама и кафанама размишљајући о својој судбини уочи надолазећег вртлога Другог светског рата.
У августу 2021. на Сарајево Филм Фестивалу одржанa је светска премијера филма ”Елегија ловора” у којој Франо тумачи главну улогу. Ово је дебитантско остварење младог режисера и сценаристе из Црне Горе, Душана Касалице. Главну женску улогу игра Савина Гершак. Осим у Елегији, играо је и у филмовима ”Лето када сам научила да летим” из 2022, као и ”Бела врана” из 2018.
Од септембра 2021. приказује се серија ”Династија” у којој Франо има једну од главних улога а која је рађена на основу истоимене америчке сапунице из осамдесетих година прошлог века. Осим у овој, у последње време, забележио је улоге у серијама ”Александар од Југославије”, ”Убице мог оца”, ”Miss Scarlet and the Duke”, као и ”Ургентни центар” и ”Дневник великог Перице”.
Почетком 2000их, играо је у теленовелама „Вила Марија”, „Обични људи” и „Zabranjena ljubav”. Такође, играо је и у врло популарним серијама, као што су ”Село гори а баба се чешља”, ”Будва на пјену од мора”, ”Звездара”, ”Битанге и принцезе”, ”Бележница професора Мишковића”.

#### Музичка каријера
Остварио је и кратку али запажену музичку каријеру. Године 1983, наступа на Сплитском Фестивалу забавне музике са композицијом Ђела Јусића Загрљени, која је постала велики хит. Његова песма Волим те будало мала је такође била велики хит и победница Загребфеста. Објавио је и ЛП „Франо Ласић”, на којем се поред ових хитова налази и песма Добро јутро.
Од 2015. у београдском Дому омладине, Франо, заједно са далматинском клапом Смрика, одржава већ традиционалне новогодишње концерте, а од 2019. и становници Новог Сада могу да уживају у њиховом сјајном извођењу евергрин домаћих и страних хитова.
2017. је са Смриком наступио у Cadogan Hall у Лондону, где је концерт имао хуманитарни карактер.

## Фестивали
Сплит:
- Загрљени, '83
- Volio sam Mary Ann, '84

Загреб:
- Волим те будало мала, награда за најбољи дојам у целини, '83

МЕСАМ:
- Месечина. '86
- Нека очи говоре, '88